# Asterocampa montis
Asterocampa montis är en fjärilsart som beskrevs av Edwards 1883. Asterocampa montis ingår i släktet Asterocampa och familjen praktfjärilar. Inga underarter finns listade i Catalogue of Life.